# Luis de Praet
Luis de Praet, Luis de Flandes, señor de Praet, o de forma local Lodewijk van Praet (1488, Brujas - 7 de octubre de 1555) fue un noble de los Países Bajos y un importante diplomático y estadista bajo el emperador Carlos V.
Luis descendía de un hijo bastardo de Louis de Male, conde de Flandes, y por medio de su madre de una hija bastarda de Felipe el Bueno.
Luis fue Hoog-baljuw (gran bailío, o administrador) de Gante desde 1515 hasta 1522 y de Brujas desde 1523 hasta 1549. Sirvió al emperador entre los años 1522 y 1525 como embajador en Inglaterra, donde al final se enfrentó a graves conflictos con Thomas Wolsey y tuvo que abandonar el país. Entre 1525 y 1526 también se desempeñó como embajador en Francia.
En Inglaterra, Praet se reunió con el humanista español Juan Luis Vives, que le dedicó su libro De Consultatione (1523). Praet también inspiró a Vives para escribir su libro Sobre la ayuda a los pobres, lo que hizo cuando vivía en Brujas en 1526.
Luis fue elegido Caballero del Toisón de Oro en 1531 y luego fijó su residencia en los Países Bajos. Se desempeñó como estatúder de Holanda y Zelanda entre 1544 y 1546.
En 1555 falleció, siendo enterrado en un impresionante mausoleo en Aalter, entre Brujas y Gante.